# Eurobowl 1995
Navigation
Édition précédente Édition suivante
L'Eurobowl 1995 est la 9e édition de l'Eurobowl.
Elle sacre les Allemands des Düsseldorf Panther.

## Clubs de l'édition 1995
| Équipe                             | Nationalité |
| ---------------------------------- | ----------- |
| Düsseldorf Panther                 | Allemagne   |
| Bruxelles Raiders                  | Belgique    |
| Castors-Sphinx du Plessis-Robinson | France      |
| Frogs de Legnano                   | Italie      |
| London Olympians                   | Royaume-Uni |
| Helsinki East City Giants          | Finlande    |
| Limhamn Griffins                   | Suède       |
| Birmingham Bulls                   | Royaume-Uni |
| Vikings de Vienne                  | Autriche    |

## Match de barrage
| Date | Home                               | Score  | Away              |
| ---- | ---------------------------------- | ------ | ----------------- |
| ?    | Castors-Sphinx du Plessis-Robinson | 51 - 8 | Bruxelles Raiders |

## Play-offs

### Quarts de finale
| Date | Home                      | Score   | Away                      |
| ---- | ------------------------- | ------- | ------------------------- |
| ?    | Frogs de Legnano          | 33 - 32 | Castors-Sphinx du Plessis |
| ?    | Düsseldorf Panther        | 15 - 0  | Vikings de Vienne         |
| ?    | London Olympians          | 31 - 6  | Birmingham Bulls          |
| ?    | Helsinki East City Giants | 15 - 12 | Limhamn Griffins          |

### Demi-finales
| Date | Home               | Score   | Away                      |
| ---- | ------------------ | ------- | ------------------------- |
| ?    | Düsseldorf Panther | 35 - 31 | Frogs de Legnano          |
| ?    | London Olympians   | 14 - 13 | Helsinki East City Giants |

### Finale
| Date | Vainqueur          | Score   | Perdant          |
| ---- | ------------------ | ------- | ---------------- |
| ?    | Düsseldorf Panther | 21 - 14 | London Olympians |

## Source
- (fr) Elitefoot
- (fr) Elitefoot